# 포터바위쥐
포터바위쥐(Aconaemys porteri)는 데구과에 속하는 설치류의 일종이다. 아르헨티나와 칠레에서 발견되며, 해수면과 해발 900~2000m 사이에서 서식한다.